# Josu Iñaki Erkoreka
Josu Iñaki Erkoreka Gervasio (ur. 3 lipca 1960 w Bermeo w prowincji Vizcaya) – baskijski polityk, od 2000 poseł do Kongresu Deputowanych, rzecznik (przewodniczący) Klubu Poselskiego PNV-EAJ w Kongresie (od 2004). 

## Życiorys
Uzyskał doktorat z dziedziny nauk prawnych na Uniwersytecie Deusto, gdzie wykładał także prawo administracyjne. W latach 1995–2000 pełnił obowiązki dyrektora Baskijskiego Instytutu Administracji Publicznej (hiszp. Instituto Vasco de Administración Pública, IVAP). W 2000 został po raz pierwszy wybrany posłem do Kongresu Deputowanych z listy PNV-EAJ z prowincji Vizcaya. W marcu 2004 uzyskał reelekcję zostając rzecznikiem (przewodniczącym) Klubu Poselskiego PNV-EAJ. Od 2008 zasiada w Kongresie Deputowanych IX kadencji. 
Jest współautorem książki "Dos familias vascas: Areilza y Aznar", opisującej m.in. przeszłość Manuela Aznara – dziadka byłego premiera Hiszpanii. 
W 2008 uzyskał wyróżnienie dla najlepszego mówcy kongresowego przyznawane przez Stowarzyszenie Dziennikarzy Parlamentarnych (APP).